# Шарлотта Прусская (1831—1855)
Фридерика Луиза Вильгельмина Марианна Шарлотта Прусская (нем. Friederike Luise Wilhelmine Marianne Charlotte von Preußen; 21 июня 1831, дворец Шёнхаузен, Берлин — 30 марта 1855, Майнинген) — принцесса Пруссии, в замужестве наследная принцесса Саксен-Мейнингена.

## Биография
Шарлотта — старшая дочь принца Альбрехта Прусского, брата императора Вильгельма I и короля Пруссии Фридриха Вильгельма IV, и его супруги, принцессы Марианны Оранской-Нассау, дочери короля Нидерландов Виллема I. Родители Шарлотты развелись по причине супружеской измены матери, опека над Шарлоттой была передана королеве Елизавете.
Шарлотта была известна своим исключительным музыкальным талантом и получила музыкальное образование у композитора Юлиуса Штерна. Она сочинила несколько маршей, в том числе военных.
18 мая 1850 года во дворце Шарлоттенбург Шарлотта вышла замуж за будущего герцога Саксен-Мейнингена Георга II. Руки Шарлотты безуспешно добивался будущий король Саксонии Альберт. В качестве подарка к свадьбе супругам был отведено северное крыло Мраморного дворца в Потсдаме, а от своей матери Шарлотта получила в подарок виллу Карлотта на итальянском озере Комо, которая была богато декорирована по указанию Георга.
Шарлотта умерла после родов своего последнего ребёнка и была похоронена на Парковом кладбище Майнингена.

## Потомки
- Бернгард III (1851—1928), герцог Саксен-Мейнингена, женат на другой принцессе Шарлотте Прусской (1860—1919)
- Георг Альбрехт (1852—1855)
- Мария Елизавета (1853—1923)
- сын (1855)